# Parque Ecológico de Sinop
O Parque Ecológico Florestal de Sinop localiza-se no centro urbano do município de Sinop, Mato Grosso.  Como área de conservação ambiental, o Parque Florestal é um grande referencial para o município por situar-se em área urbana central, representa um grande atrativo natural, gerando lazer à sociedade e aos turistas, movimentando a economia local. 
A reserva natural é dividida em três fragmentos, R-10, R-11 e R-12. A R-11, área de visitação pública, possui uma área de  43,56 hectares, com um lago de 30.000 metros quadrados e uma nascente dentro da própria reserva. A mata nativa permanece preservada, com várias espécies de animais silvestres.
A mata nativa permanece em parte preservada, apresenta grande biodiversidade em relação à flora e fauna regional. A R-11 é aberta ao público com uma visitação média de 10 mil visitantes por mês, abrangendo todas as idades, onde estes já utilizam esses espaços como uma forma de opção de lazer. Trata-se de uma área de natureza pública de grande relevância ecológica, possibilitando o desenvolvimento de atividades de educação ambiental e turismo em contato direto com a natureza.

## Galeria

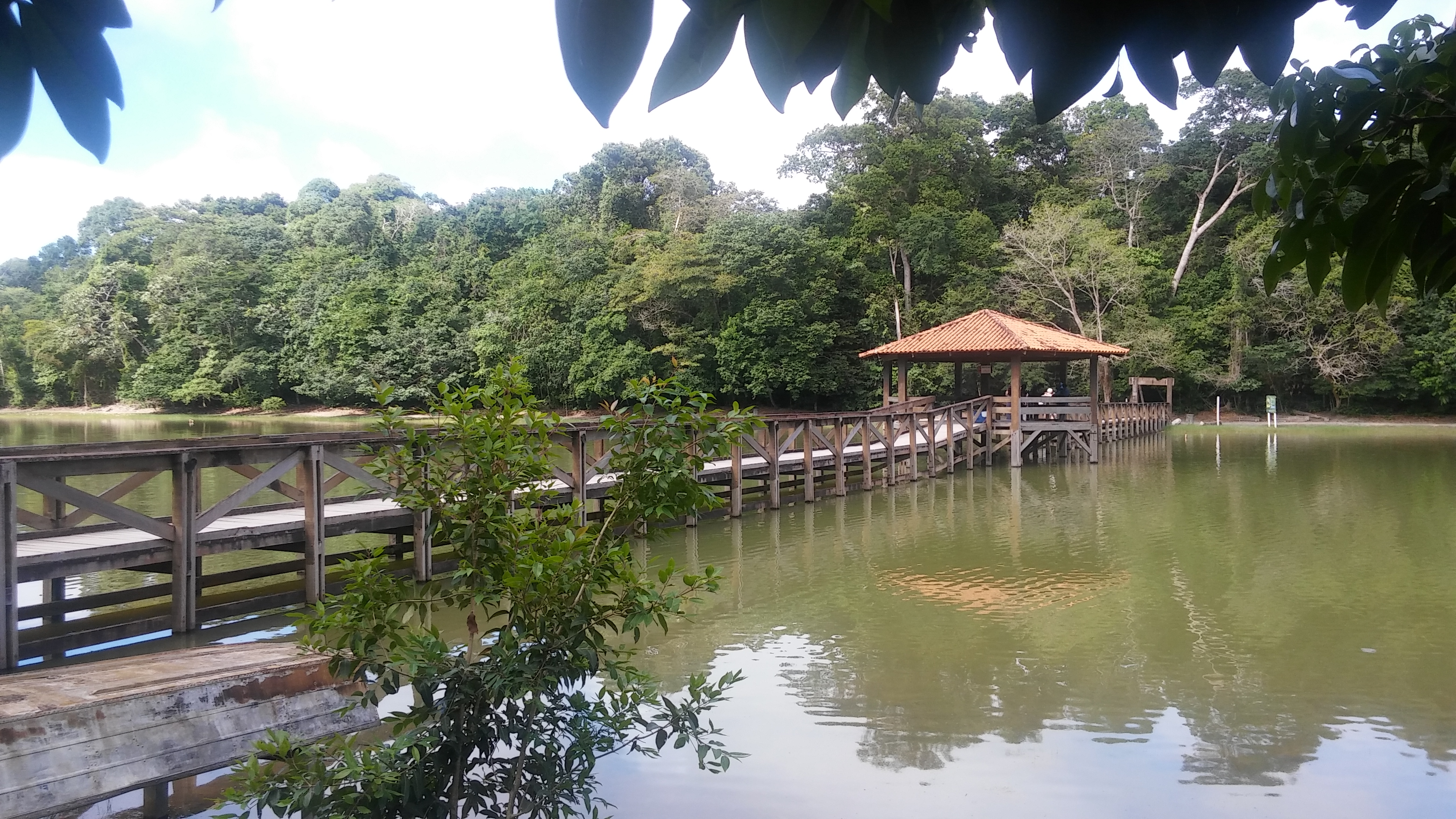
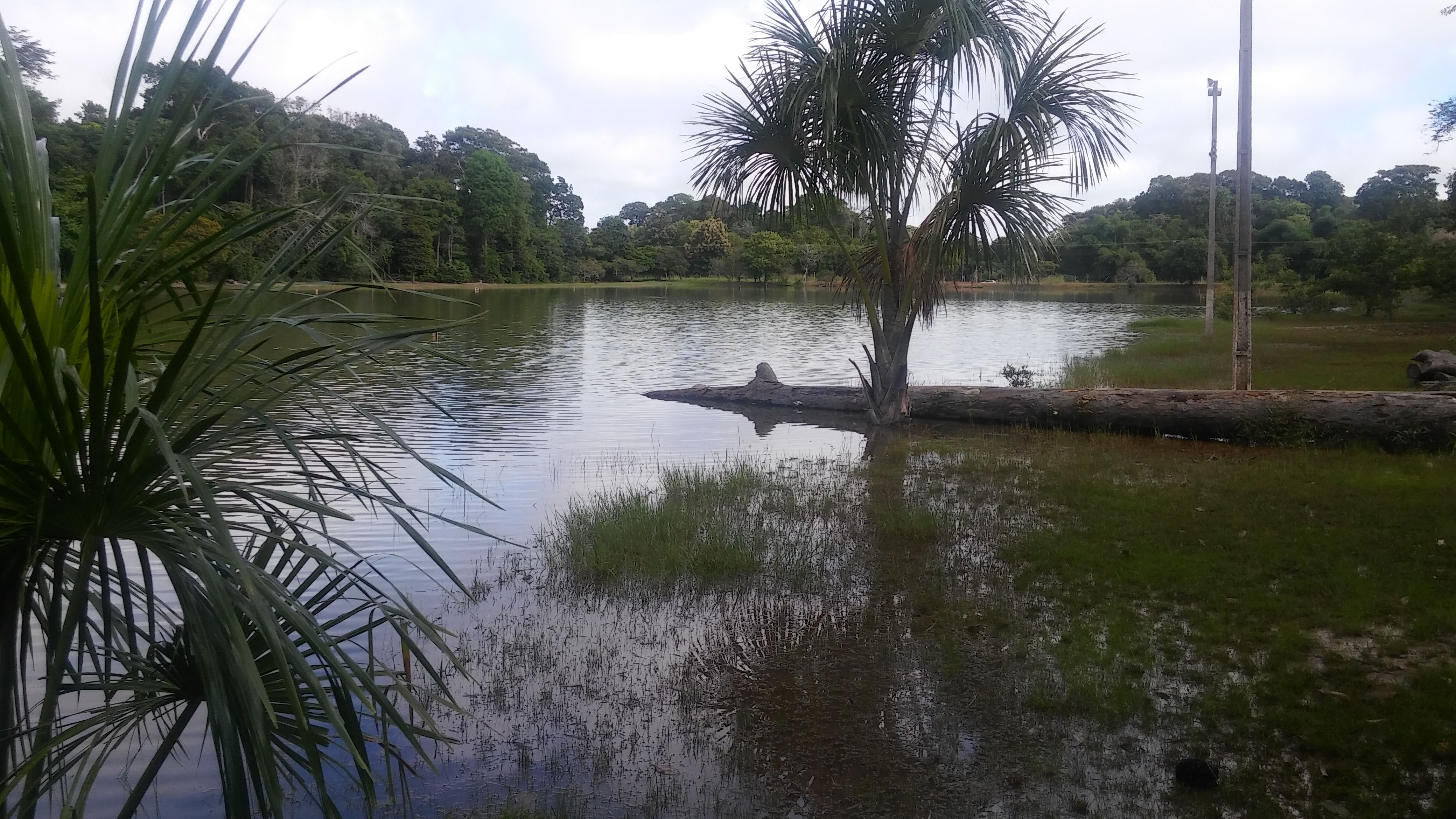
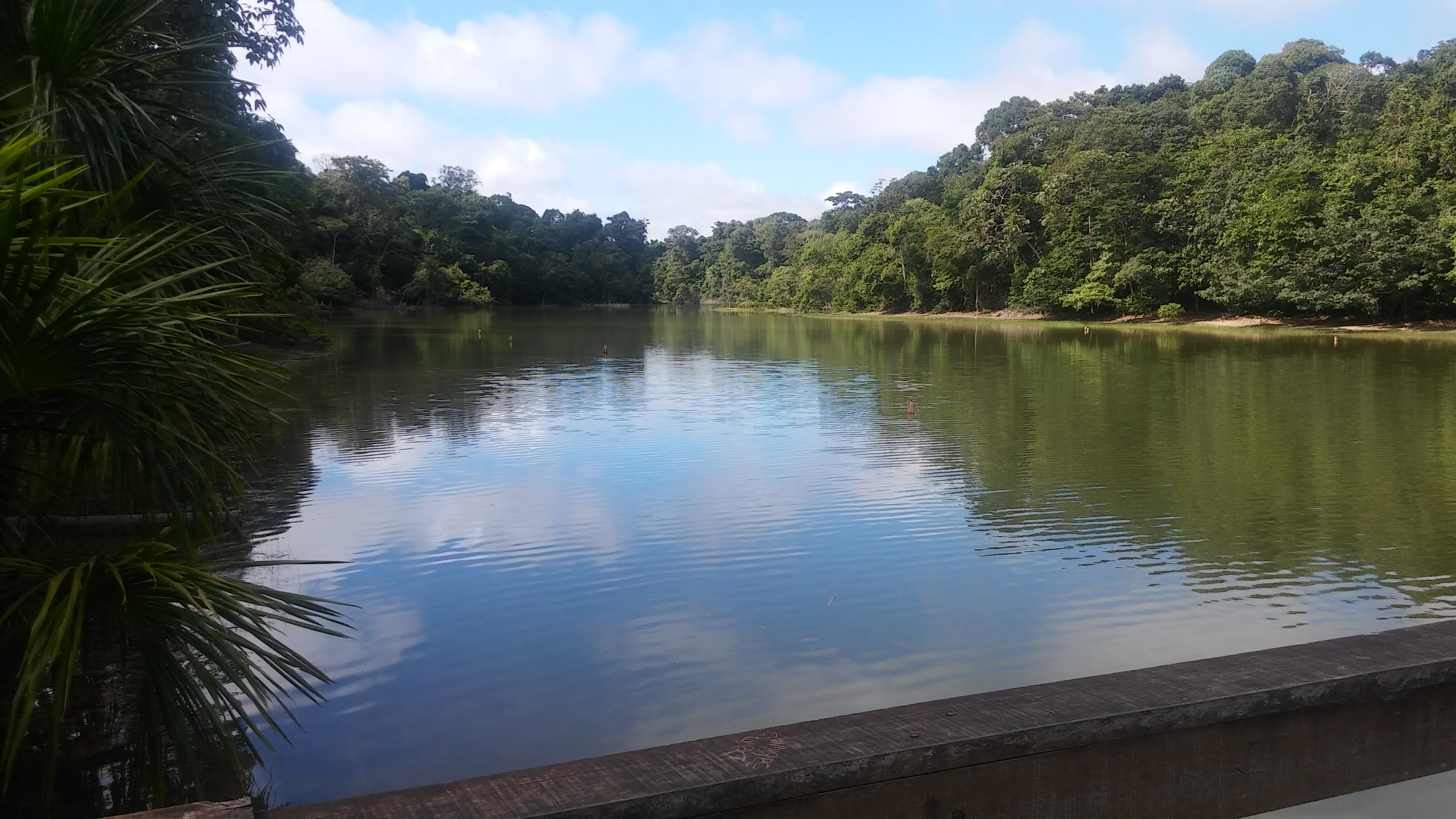